# Perriera madagascariensis
Perriera madagascariensis är en bittervedsväxtart som beskrevs av Courchet. Perriera madagascariensis ingår i släktet Perriera och familjen bittervedsväxter. Inga underarter finns listade i Catalogue of Life.